# Epochrinopsis
Epochrinopsis este un gen de muște din familia Tephritidae.

Cladograma conform Catalogue of Life:
| Epochrinopsis | \| \| Epochrinopsis bicolorata \| \| \| \| \| \| Epochrinopsis rivellioides \| \| \| \| |
|               | \| \| Epochrinopsis bicolorata \| \| \| \| \| \| Epochrinopsis rivellioides \| \| \| \| |
|               | Epochrinopsis bicolorata                                                                |
|               |                                                                                         |
|               | Epochrinopsis rivellioides                                                              |
|               |                                                                                         |